# Laranjal do Jari
Pour les articles homonymes, voir Jari.
Laranjal do Jari est une municipalité du Brésil, située dans l'État de l'Amapá. Sa population était de 40 357 habitants en 2007, pour une superficie de 30 966 km2. Sa densité est donc de 1,2 hab./km2.

## Géographie
La municipalité s'étend sur 30 966 km2 dans l'ouest de l'Amapá et est limitrophe de l'État du Pará et frontalière de la Guyane française et avec le Suriname au nord-ouest. Son chef-lieu portant le même nom est situé à l'extrémité méridionale de son territoire, dans une boucle du Jari.